# Кшешувка
Кшешу́вка (пол. Krzeszówka) — село в Польше в сельской гмине Ксёнж-Вельки Мехувского повета Малопольского воеводства.
Село располагается в 5 км от административного центра гмины — села Ксёнж-Вельки, в 16 км от административного центра повета — города Мехува и в 48 км от административного центра воеводства — города Кракова.
В 1975—1998 годах село входило в состав Келецкого воеводства.